# Международная шкала ядерных событий
Международная шкала ядерных событий (англ. INES, сокр. International Nuclear Event Scale) разработана Международным агентством по атомной энергии в 1988 году и с 1990 года использовалась в целях единообразия оценки чрезвычайных случаев, связанных с аварийными радиационными выбросами в окружающую среду на атомных станциях, а позднее стала применяться ко всем установкам, связанным с гражданской атомной промышленностью. МАГАТЭ рекомендует оповещать страны-участники в 24-часовой срок о всех авариях выше 2 уровня опасности, когда имеются хотя бы незначительные выбросы радиации за пределы производственной площадки, а также в случаях событий 0 и 1 уровней, если того требует общественный интерес за пределами страны, в которой они произошли. Такой подход позволяет оперативно и согласованно оповещать общественность о значимости с точки зрения безопасности событий на ядерных установках, о которых поступают сообщения. Информация передаётся в СМИ странами-участниками и самим МАГАТЭ, в том числе посредством интернета.
Шкала применима к любому событию, связанному с перевозкой, хранением и использованием радиоактивных материалов и источников излучения и охватывает широкий спектр практической деятельности, включая радиографию, использование источников излучения в больницах, на любых гражданских ядерных установках и т. д. Она также включает утрату и хищения источников излучения и обнаружение бесхозных источников.
По шкале INES ядерные и радиологические аварии и инциденты классифицируются 7 уровнями, а также областью воздействия:
- население и окружающая среда — в ней учитываются дозы облучения, полученные населением, а также выбросы радиоактивных материалов из установки;
- радиологические барьеры и контроль — в ней учитываются события, не оказывающие прямого воздействия на население и окружающую среду и касающиеся только происходящего в пределах площадки ядерной установки, сюда входят незапланированные высокие уровни облучения персонала и распространение значительных количеств радиоактивных веществ в пределах крупной ядерной установки, например АЭС.
- глубокоэшелонированная защита — сюда входят события, связанные с тем, что комплекс мер, предназначенных для предотвращения аварий, не был реализован так, как это задумывалось.

Под шкалу подпадают только радиоактивные утечки и нарушения мер безопасности, а не случаи переоблучения больных в результате процедур, военные инциденты и намеренные преступления. Нерадиационные аварии на ядерных установках (например, выброс нерадиоактивного газа, разрушение турбины, падение с высоты) также не попадают под шкалу. Шкала неприменима и для сравнения уровня безопасности у государств и проектных организаций — из-за небольшого количества аварий второго уровня и выше.
На август 2023 года, только две аварии оценены по максимальному, 7-му уровню (Чернобыль и Авария на АЭС Фукусима I), и одна по 6-му (авария на ПО «Маяк»).

## Шкала INES
| Уровень по шкале INES | Критерии оценки безопасности | Критерии оценки безопасности | Критерии оценки безопасности | Примеры событий |
| Уровень по шкале INES | Люди и окружающая среда | Радиологические барьеры и контроль | Глубокоэшелонированная защита | Примеры событий |
| --- | --- | --- | --- | --- |
| Уровень 7. Глобальная авария | Сильный выброс (радиологический эквивалент нескольких десятков тысяч ТБк I-131): тяжёлые последствия для здоровья населения и для окружающей среды, возможно, даже в соседних странах.     | | | Авария на Чернобыльской АЭС, СССР, 1986 год Авария на АЭС Фукусима-1, Япония, 2011 год |
| Уровень 6. Серьёзная авария | Значительный выброс (радиологический эквивалент нескольких тысяч ТБк I-131): требуется полномасштабное осуществление плановых мероприятий по восстановлению (укрытие, эвакуация и прочее). | | | Авария на ПО «Маяк», СССР, 1957 год |
| Уровень 5. Авария с широкими последствиями | Ограниченный выброс (радиологический эквивалент нескольких сотен ТБк I-131): требуется частичное осуществление плановых мероприятий по восстановлению.                                     | Тяжёлое повреждение активной зоны и физических барьеров. Выброс больших количеств радиоактивного материала в пределах установки, так что вероятна утечка наружу. Крупная авария с переходом на критический режим или пожаром. | | Авария в Уиндскейле, Великобритания, 1957 год Авария на АЭС Три-Майл-Айленд, США, 1979 год Радиоактивное заражение в Гоянии, Бразилия, 1987 год Авария на экспериментальном ядерном реакторе армии США SL-1 в штате Айдахо, США, 1961 год |
| Уровень 4. Авария с локальными последствиями | Минимальный выброс (радиологический эквивалент нескольких десятков ТБк I-131): контрмеры ограничиваются контролем продуктов. Единичные смертельные случаи¹.                                | Расплавление или повреждение топливных сборок с небольшим выбросом. Выброс значительных количеств радиоактивного материала в пределах установки, так что вероятна утечка наружу.                                              | | Авария на ядерном объекте Токаймура, Япония, 1999 год. Авария на Сибирском химическом комбинате, Россия, 1993 год |
| Уровень 3. Серьёзный инцидент | Малый выброс: облучение населения более 10 годовых доз для работников². Видимые несмертельные эффекты (например, ожоги)¹                                                                   | Радиоактивность >1 Зв/ч в рабочей зоне. Сильное радиоактивное загрязнение в зоне, не предусмотренной проектом, с низкой вероятностью утечки наружу.                                                                           | Аварию удалось предотвратить, но для этого пришлось задействовать все исправные системы безопасности. Также: потеря, похищение или доставка не по адресу высокоактивного источника    | Пожар на АЭС Вандельос, Испания, 1989 год Авария на Ленинградской АЭС, СССР, 1975 год |
| Уровень 2. Инцидент | Облучение работника свыше годовой дозы (≈3 мЗв); облучение постороннего² свыше 10 мЗв | Радиоактивность >50 мЗв/ч в рабочей зоне. Радиоактивное загрязнение распространилось на зону, не установленную проектом. | Инцидент с серьёзными отказами в средствах обеспечения безопасности. Найден бесхозный высокоактивный источник в надлежащей упаковке. Нарушение упаковки высокоактивного источника.    | Многочисленные события |
| Уровень 1. Аномальная ситуация | | | Аномальная ситуация, выходящая за пределы допустимого при эксплуатации. Облучение постороннего свыше годовой дозы. Утеря, похищение и доставка не по адресу низкоактивных источников. | Многочисленные события |
| Уровень 0. Отклонение | Отсутствует значимость с точки зрения безопасности | Отсутствует значимость с точки зрения безопасности | Отсутствует значимость с точки зрения безопасности | Многочисленные события |
| ¹ Если пострадавших/погибших 3 и более — оценка поднимается на 1 уровень. Если 30 и более — на 2 уровня. Но: уровень 6 ставится только при наличии выброса; несчастные случаи с источниками излучения оценивают по 5-му уровню. ² Если попавших под облучение (без видимого эффекта) 10 и более — оценка поднимается на 1 уровень. Если 100 и более — на 2 уровня. | | | | |

## Шкала INES в России
В Российской Федерации по этой шкале с 1990 года классифицируются все аварии и нарушения в работе АЭС, предварительную оценку события производят специалисты АЭС совместно с представителями Ростехнадзора и направляют её в концерн Росэнергоатом и во ВНИИАЭС, где производится дополнительное рассмотрение с участием всех вышеуказанных сторон, в результате которого даётся окончательная оценка произошедшего на АЭС события по шкале INES, которая рассылается в различные заинтересованные организации.
Оповещения населения производится через сообщения специальных служб по работе с общественностью, существующих на всех АЭС и многих предприятиях атомной отрасли, а также публикуется госкорпорацией «Росатом» на своём официальном веб-сайте, в разделе «Новости ядерной и радиационной безопасности». Также с 2009 года узнать о радиационной обстановке на объектах атомной отрасли всей страны можно в режиме онлайн, с помощью сайта www.russianatom.ru, отображающего данные автоматизированной системы контроля радиационной обстановки.